# Isosafrole
L'isosafrole, de formule C10H10O2 est une molécule aromatique dont l'odeur rappelle celle de l'anis, utilisée en médecine et faisant partie des stupéfiants.
Cette molécule existe dans la nature, en petite quantité dans certaines huiles essentielles, mais on peut la produire à partir d'un isomère extrait d'une huile végétale safrole.
Il existe deux formes d'isomères ; cis-isosafrole et trans-isosafrole.
L'isosafrole est un des précurseurs chimiques du MDP2P qui peut être converti en MDMA ; drogue psychoactive (ecstasy). C'est pourquoi une autorisation est nécessaire dans la plupart des pays pour son achat et vente en quantité significative.